# 鄭州新鄭国際空港
鄭州新鄭国際空港（ていしゅうしんていこくさいくうこう）は中華人民共和国河南省鄭州市に位置する国際空港。

## 概要
IATA空港コードはCGO。ICAOコードはZHCC。全長3,400メートル、幅60メートルの滑走路2本を有する国際空港である。鄭州東郊空港が手狭となったため、代替空港として建設された。中国南方航空鄭州分公司（かつての中原航空）が同空港をハブ空港としている。

## 沿革
- 1956年8月1日　軍民共用の鄭州東郊空港が営業を開始する。
- 1994年6月24日　鄭州新鄭空港建設に着手する。
- 1997年8月28日　開港、営業を開始する。
- 2000年　国務院の承認を得て、中国21番目の国際空港となる。同時に鄭州東郊空港は閉鎖される。
- 2005年9月20日　鄭州 - シンガポール（広州経由）、鄭州 - シドニー（広州経由）を開設する。
- 2005年9月28日　鄭州 - フランクフルト（北京経由）、鄭州 - ロサンゼルス（北京経由）を開設する。
- 2008年3月30日、格安航空会社向けの低価格ターミナルが開業、春秋航空が利用を開始[1] 。
- 2015年 計画段階では総工費7億5000万元を投じ、床面積が48,000平方メートルのターミナルビルに拡張し、年間旅客量6100万人を見込む。

## 就航都市

### 国内線
- 国内各地に就航

### 国際線
| 航空会社           | 就航地                                                                  |
| ------------------ | ----------------------------------------------------------------------- |
| 中国南方航空       | 東京/成田、静岡、ソウル/仁川、香港、台北/桃園、バンコク、ルクセンブルク |
| 香港ドラゴン航空   | 香港                                                                    |
| マカオ航空         | マカオ                                                                  |
| チャイナエアライン | 台北/桃園                                                               |
| エバー航空         | 台北/桃園、高雄                                                         |
| マンダリン航空     | 台中                                                                    |
| 大韓航空           | ソウル/仁川                                                             |

## 主な就航会社
中国系航空会社
- 中国国際航空
- 中国東方航空
- 中国南方航空
- 海南航空
- 四川航空
- 山東航空
- 上海航空
- アモイ航空
- 深圳航空
- カーゴルクス

## 交通アクセス
鉄道
- 鄭機城際鉄路
  - 新鄭機場駅

※鄭州東駅まで17分、鄭州駅まで26分
地下鉄
- 鄭州地下鉄城郊線
  - 新鄭機場駅